# Rouillac (Charente)
Rouillac és un municipi francès situat al departament del Charente i a la regió de la Nova Aquitània. L'any 2007 tenia 1.754 habitants.

## Demografia

### Població
El 2007 la població de fet de Rouillac era de 1.754 persones. Hi havia 767 famílies de les quals 277 eren unipersonals (116 homes vivint sols i 161 dones vivint soles), 221 parelles sense fills, 193 parelles amb fills i 76 famílies monoparentals amb fills.
La població ha evolucionat segons el següent gràfic:
Habitants censats

### Habitatges
El 2007 hi havia 906 habitatges, 787 eren l'habitatge principal de la família, 52 eren segones residències i 67 estaven desocupats. 761 eren cases i 94 eren apartaments. Dels 787 habitatges principals, 504 estaven ocupats pels seus propietaris, 263 estaven llogats i ocupats pels llogaters i 20 estaven cedits a títol gratuït; 52 tenien una cambra, 45 en tenien dues, 123 en tenien tres, 239 en tenien quatre i 327 en tenien cinc o més. 516 habitatges disposaven pel capbaix d'una plaça de pàrquing. A 364 habitatges hi havia un automòbil i a 280 n'hi havia dos o més.

### Piràmide de població
La piràmide de població per edats i sexe el 2009 era:
| Homes | Edats   | Dones |
| ----- | ------- | ----- |
| 4     | 95 o +  | 12    |
| 0     | 90 a 94 | 28    |
| 24    | 85 a 89 | 32    |
| 28    | 80 a 84 | 32    |
| 48    | 75 a 79 | 96    |
| 24    | 70 a 74 | 36    |
| 48    | 65 a 69 | 28    |
| 60    | 60 a 64 | 28    |
| 20    | 55 a 59 | 48    |
| 68    | 50 a 54 | 48    |
| 72    | 45 a 49 | 76    |
| 56    | 40 a 44 | 64    |
| 40    | 35 a 39 | 40    |
| 48    | 30 a 34 | 76    |
| 60    | 25 a 29 | 72    |
| 28    | 20 a 24 | 44    |
| 48    | 15 a 19 | 36    |
| 48    | 10 a 14 | 68    |
| 40    | 5 a 9   | 28    |
| 36    | 0 a 4   | 56    |

## Economia
El 2007 la població en edat de treballar era de 1.047 persones, 754 eren actives i 293 eren inactives. De les 754 persones actives 665 estaven ocupades (359 homes i 306 dones) i 89 estaven aturades (28 homes i 61 dones). De les 293 persones inactives 104 estaven jubilades, 67 estaven estudiant i 122 estaven classificades com a «altres inactius».

### Ingressos
El 2009 a Rouillac hi havia 804 unitats fiscals que integraven 1.774,5 persones, la mediana anual d'ingressos fiscals per persona era de 16.387 €.

### Activitats econòmiques
Dels 158 establiments que hi havia el 2007, 4 eren d'empreses extractives, 6 d'empreses alimentàries, 2 d'empreses de fabricació de material elèctric, 3 d'empreses de fabricació d'altres productes industrials, 17 d'empreses de construcció, 41 d'empreses de comerç i reparació d'automòbils, 4 d'empreses de transport, 9 d'empreses d'hostatgeria i restauració, 9 d'empreses financeres, 6 d'empreses immobiliàries, 21 d'empreses de serveis, 21 d'entitats de l'administració pública i 15 d'empreses classificades com a «altres activitats de serveis».
Dels 50 establiments de servei als particulars que hi havia el 2009, 1 era una oficina d'administració d'Hisenda pública, 1 gendarmeria, 1 oficina de correu, 3 oficines bancàries, 3 funeràries, 7 tallers de reparació d'automòbils i de material agrícola, 1 taller d'inspecció tècnica de vehicles, 2 autoescoles, 2 paletes, 1 guixaire pintor, 3 fusteries, 4 lampisteries, 3 electricistes, 1 empresa de construcció, 5 perruqueries, 3 veterinaris, 4 restaurants, 3 agències immobiliàries, 1 tintoreria i 1 saló de bellesa.
Dels 16 establiments comercials que hi havia el 2009, 2 eren supermercats, 2 fleques, 1 una carnisseria, 1 una llibreria, 3 botigues de roba, 1 una sabateria, 1 un drogueria i 5 floristeries.
L'any 2000 a Rouillac hi havia 47 explotacions agrícoles que ocupaven un total de 1.827 hectàrees.

## Equipaments sanitaris i escolars
El 2009 hi havia 1 farmàcia i 1 ambulància.
El 2009 hi havia 1 escola maternal i 1 escola elemental. Rouillac disposava d'un col·legi d'educació secundària amb 380 alumnes.

## Poblacions més properes
El següent diagrama mostra les poblacions més properes.